# 샴페인 풀
샴페인 풀(Champagne Pool)은 뉴질랜드의 와이카토에 있는 작은 호수로, 와이오타푸 공원 내에 있다. 이곳은 깊이 62m, 지름 65m의 작은 온천 호수이지만, 물의 온도는 무려 74도나 된다. 이곳은 샴페인과 같이 이산화탄소가 계속해서 올라온다고 해서 샴페인 풀이란 이름이 붙었다. 실은 분화구이다. 언제나 끓고 있으며, 이곳의 유황 냄새는 코를 찌른다고 한다.